# Giacomo Joyce

Giacomo Joyce est une œuvre posthume de James Joyce. 
Difficilement qualifiable de « roman » voire de « nouvelle », cette œuvre se rapproche du poème d'amour, il est rédigé en forme libre, constituant une série de billets. Sur ces seize pages manuscrites, l'auteur tente de pénétrer l'esprit d'une « dark lady », objet d'une histoire d'amour illicite.
Giacomo est la forme italienne du prénom de l'auteur, James.
Le manuscrit, sans date, est sans doute né à Trieste, lors du long séjour de l'auteur dans cette ville (1905-1920) : Joyce le confia, comme d'autres papiers, à son frère Stanislaus, venu le rejoindre là-bas. Ce texte fut édité pour la première fois sous forme d'extraits par son biographe Richard Ellmann en 1959, puis dans Harper's Magazine en janvier 1968, suivie par une édition complète chez Faber & Faber la même année. 
En France, après une première traduction française établie en 1973 par André du Bouchet chez Gallimard, reprise dans la collection La Pléiade en 1982, l'édition d'une nouvelle traduction de Georgina Tacou est publiée en 2013 aux Editions Multiple.